# Maison du Commandeur (Saint-Mamet-la-Salvetat)
La maison du Commandeur est une maison située en France sur la commune de Saint-Mamet-la-Salvetat (Cantal), en région Auvergne-Rhône-Alpes.

## Localisation
Le monument se trouve au croisement de la RD 20 et de la RD 32.

## Historique
Au XIIe siècle, l’abbaye ou le vicomte de Carlat donna l’église et la paroisse de La Salvetat aux Hospitaliers de Saint-Jean-de-Jérusalem. Le Commandeur, doté de droits seigneuriaux, percevait les dîmes et rendait la justice. Après les troubles du XIVe siècle, il résida à Carlat jusqu’à la restauration de la commanderie vers 1730. Celle-ci fut vendue comme bien national en 1796. Vers 1900, transformée en habitation et auberge, elle subit plusieurs modifications : ajout d’un appentis à l’ouest, suppression de la voûte et du balcon en bois, percement de fenêtres dans la tour.

### Protection
Les façades et les toitures sont inscrites au titre des monuments historiques par arrêté du 31 décembre 1980.

## Description
La commanderie comprend un bâtiment rectangulaire accolé au nord à une tour massive, ainsi qu’un appentis moderne à l’ouest. Avant la Révolution, le rez-de-chaussée servait d’écurie et l’étage, accessible par un escalier extérieur et un balcon, accueillait cuisine et salle de justice. La tour faisait office de prison au rez-de-chaussée et de chambre pour le Commandeur à l’étage.